# Ben Wiggins
Ben Wiggins, né le 26 mars 2005 à Ormskirk, est un coureur cycliste britannique, originaire d'Angleterre. 
Spécialiste du contre-la-montre, il pratique le cyclisme sur piste et sur route.

## Biographie
Ben Wiggins est le fils du cycliste Bradley Wiggins, vainqueur du Tour de France 2012 et multiple champion olympique sur piste et sur route et le petit-fils de Gary Wiggins, spécialiste des courses sur piste.
En 2022, il court chez les juniors (17/18 ans) pour l'équipe Fensham Howes-MAS Design, dirigée par Giles Pidcock, père du champion olympique de VTT Tom Pidcock. Cette année-là, avec la sélection britannique, il termine sixième du contre-la-montre du Trophée Centre Morbihan, l'une des manches de la Coupe des Nations Juniors. Il termine ensuite deuxième du championnat de Grande-Bretagne du contre-la-montre juniors, derrière Joshua Tarling. Il s'illustre également aux championnats d'Europe sur piste juniors, en décrochant le titre sur la course aux points et le bronze en poursuite par équipes.
En mai 2023, pour sa deuxième année chez les juniors, il se classe septième du Tour de Gironde, après avoir pris la deuxième place du contre-la-montre initial. Dans la foulée, il remporte le Trophée Centre Morbihan, un succès prestigieux sur une manche de la Coupe des Nations Juniors. Au mois de juillet, il termine à nouveau deuxième du championnat de Grande-Bretagne du contre-la-montre juniors, cette fois derrière Jacob Bush. Il est sélectionné pour disputer les mondiaux juniors, organisés à Glasgow. Après une course en ligne décevante, il répond aux attentes du public local en terminant vice-champion du monde du contre-la-montre juniors, à 25 secondes de l'Australien Oscar Chamberlain,. En août, il devient sur champion du monde de course à l'américaine juniors, aux côtés de Matthew Brennan, décrochant ainsi un titre mondial sur piste chez les juniors, 25 ans après son père sacré en poursuite individuelle en 1998.
Il rejoint l'équipe continentale américaine Hagens Berman Axeon lors de la saison 2024.

## Palmarès sur piste

### Championnats du monde juniors
| Édition / Épreuve   | Américaine                |
| Cali 2023 (juniors) | Or (avec Matthew Brennan) |

### Championnats d'Europe
| Édition / Épreuve      | Poursuite individuelle | Poursuite par équipes | Course aux points | Américaine |
| Anadia 2022 (juniors)  |                        | Bronze                | Or                |            |
| Anadia 2023 (juniors)  | Bronze                 | Argent                |                   | Argent     |
| Cottbus 2024 (espoirs) |                        |                       | Argent            | Argent     |
| Anadia 2025 (espoirs)  |                        | Or                    |                   | Bronze     |

### Championnats de Grande-Bretagne
- 2022
  -  Champion de Grande-Bretagne de poursuite juniors
  - 2e de l'américaine juniors
  - 3e de la poursuite
  - 3e de la course aux points juniors
- 2023
  - 3e de la poursuite

## Palmarès sur route
- 2022
  - 2e du championnat de Grande-Bretagne du contre-la-montre juniors
- 2023
  - Classement général du Trophée Centre Morbihan
  -  Médaillé d'argent du championnat du monde du contre-la-montre juniors
  - 2e du championnat de Grande-Bretagne du contre-la-montre juniors
- 2024
  - 2e du championnat de Grande-Bretagne du contre-la-montre espoirs
- 2025
  - 2e du championnat de Grande-Bretagne du contre-la-montre espoirs